# Eurofilija
Eurofilija (engl. europhilia) je izraz koji u svom najširem smislu označava osjećaj naklonosti, divljenja, simpatije i izražavanje prijateljstva prema Europi. Za osobe koje su sklone eurofiliji se koristi izraz eurofili. U svom širem značenju se najčešće koristi izvan Europe, odnosno za neeuropljane koji Europu uzimaju kao svoj kulturni, ideološki ili politički uzor.
U svom užem, i vrlo često pejorativnom smislu, izraz eurofil se u samoj Europi najčešće upotrebljava u političkom kontekstu, odnosno kontekstu beskritičnog odnosa prema Europski uniji. Njime se označavaju organizacije i pojedinci s eksplicitno bespogovornim proeuropskim stavovima, nasuprot euroskeptika i eurofoba.